# Асунсион
Нуестра Сењора Санта Марија де ла Асунсион (шп. Nuestra Señora Santa María de la Asunción, „Вазнесење Богородице“, гв. Paraguay) је главни град Парагваја у Јужној Америци. Са 507.574 становника то је и највећи град земље. У ширем подручју града живи 1,9 милиона људи или 30% становништва Парагваја (подаци из 2006).

## Географија
Град се налази на левој обали реке Парагвај. У околини има доста стајаћих вода у лагунама које представљају ризик за здравље (Жута грозница, Денга грозница).

### Клима
Асунсион има влажну суптропску климу (Кепен: Cfa) која се блиско граничи са тропском саванском климом (Кепен Aw), карактерисаном топлим, влажним летима (просек од 27,5 °C, 81,5 °F у јануару), и благим зимама (просек од 17,6 °C, 63,7 °F у јулу). Релативна влажност је висока током целе године, па је топлотни индекс лети виши од праве температуре ваздуха, а зими се може осећати свежије. Просечна годишња температура је 23 °C (73 °F). Просечна годишња количина падавина је велика, са 1.400 mm (55 in) распоређених на више од 80 дана годишње. Највиша забележена температура била је 42,0 °C (107,6 °F) 2. јануара 1934. године, док је најнижа забележена температура била −12 °C (10 °F) 27. јуна 2011. Снег је непознат у савременим временима, али је пао током Малог леденог доба, последњи пут у јуну 1751. године.
| Клима Асунсиона (1971–2000)                                                   | Клима Асунсиона (1971–2000) | Клима Асунсиона (1971–2000) | Клима Асунсиона (1971–2000) | Клима Асунсиона (1971–2000) | Клима Асунсиона (1971–2000) | Клима Асунсиона (1971–2000) | Клима Асунсиона (1971–2000) | Клима Асунсиона (1971–2000) | Клима Асунсиона (1971–2000) | Клима Асунсиона (1971–2000) | Клима Асунсиона (1971–2000) | Клима Асунсиона (1971–2000) | Клима Асунсиона (1971–2000) |
| Показатељ \ Месец                                                             | .Јан.                       | .Феб.                       | .Мар.                       | .Апр.                       | .Мај.                       | .Јун.                       | .Јул.                       | .Авг.                       | .Сеп.                       | .Окт.                       | .Нов.                       | .Дец.                       | .Год.                       |
| ----------------------------------------------------------------------------- | --------------------------- | --------------------------- | --------------------------- | --------------------------- | --------------------------- | --------------------------- | --------------------------- | --------------------------- | --------------------------- | --------------------------- | --------------------------- | --------------------------- | --------------------------- |
| Апсолутни максимум, °C (°F)                                                   | 42,0 (107,6)                | 39,6 (103,3)                | 40,0 (104)                  | 36,4 (97,5)                 | 33,4 (92,1)                 | 32,0 (89,6)                 | 33,4 (92,1)                 | 35,5 (95,9)                 | 38,5 (101,3)                | 41,4 (106,5)                | 40,2 (104,4)                | 41,7 (107,1)                | 42,0 (107,6)                |
| Максимум, °C (°F)                                                             | 33,5 (92,3)                 | 32,6 (90,7)                 | 31,6 (88,9)                 | 28,4 (83,1)                 | 25,0 (77)                   | 23,1 (73,6)                 | 23,2 (73,8)                 | 24,8 (76,6)                 | 26,4 (79,5)                 | 29,2 (84,6)                 | 30,7 (87,3)                 | 32,3 (90,1)                 | 28,3 (82,9)                 |
| Просек, °C (°F)                                                               | 27,5 (81,5)                 | 26,9 (80,4)                 | 25,9 (78,6)                 | 22,8 (73)                   | 19,8 (67,6)                 | 17,9 (64,2)                 | 17,6 (63,7)                 | 18,6 (65,5)                 | 20,5 (68,9)                 | 23,2 (73,8)                 | 24,8 (76,6)                 | 26,5 (79,7)                 | 22,7 (72,9)                 |
| Минимум, °C (°F)                                                              | 22,8 (73)                   | 22,3 (72,1)                 | 21,3 (70,3)                 | 18,6 (65,5)                 | 15,7 (60,3)                 | 13,8 (56,8)                 | 13,1 (55,6)                 | 14,3 (57,7)                 | 15,9 (60,6)                 | 18,6 (65,5)                 | 20,1 (68,2)                 | 21,8 (71,2)                 | 17,9 (64,2)                 |
| Апсолутни минимум, °C (°F)                                                    | 12,5 (54,5)                 | 12,5 (54,5)                 | 9,4 (48,9)                  | 6,8 (44,2)                  | 2,6 (36,7)                  | −1,2 (29,8)                 | −0,6 (30,9)                 | 0,0 (32)                    | 3,6 (38,5)                  | 7,0 (44,6)                  | 8,8 (47,8)                  | 10,0 (50)                   | −1,2 (29,8)                 |
| Количина кише, mm (in)                                                        | 147,2 (5,795)               | 129,2 (5,087)               | 117,9 (4,642)               | 166,0 (6,535)               | 113,3 (4,461)               | 82,4 (3,244)                | 39,4 (1,551)                | 72,6 (2,858)                | 87,7 (3,453)                | 130,8 (5,15)                | 164,4 (6,472)               | 150,3 (5,917)               | 1.401,2 (55,165)            |
| Дани са падавинама (≥ 1.0 mm)                                                 | 8                           | 7                           | 7                           | 8                           | 7                           | 7                           | 4                           | 5                           | 6                           | 8                           | 8                           | 8                           | 83                          |
| Релативна влажност, %                                                         | 68                          | 71                          | 72                          | 75                          | 76                          | 76                          | 70                          | 70                          | 66                          | 67                          | 67                          | 68                          | 70                          |
| Сунчани сати — месечни просек                                                 | 276                         | 246                         | 254                         | 228                         | 205                         | 165                         | 195                         | 223                         | 204                         | 242                         | 270                         | 295                         | 2.803                       |
| Извор #1: World Meteorological Organization                                   |                             |                             |                             |                             |                             |                             |                             |                             |                             |                             |                             |                             |                             |
| Извор #2: NOAA updated to 9/2012., Danish Meteorological Institute (sun only) |                             |                             |                             |                             |                             |                             |                             |                             |                             |                             |                             |                             |                             |

## Демографија
Број становника је око 540.000 људи у самом граду. Око 30% од 6 милиона људи у Парагвају живи унутар ширег Асунсиона. Шездесет и пет процената укупног становништва у граду су млађе од 30 година.
Током последњих неколико деценија, број становника се увелико повећао као последица унутрашње миграције из других предела Парагваја, првобитно због економског процвата 1970-их, а касније и због економске рецесије на селу. Суседни градови у области Гран Асунцион, као што су Луке, Ламбаре, Сан Лоренцо, Фернандо де ла Мора и Маријано Роке Алонсо, апсорбовали су већину овог прилива због ниске цене земље и лаког приступа Асунсиону. Агенција Мерсер за консултацију о људским ресурсима је рангирала Асунсион као најмање скуп град за живот током пет година заредом.
Становништво према полу и старости према попису из 2002. године
| Узраст       | Квантите (попис 2002) | Мушкарци | Жене    |
| ------------ | --------------------- | -------- | ------- |
| 0–4 године   | 45.382                | 23.058   | 22.374  |
| 5–9 година   | 46.120                | 23.330   | 22.324  |
| 10–14 година | 46.272                | 22.985   | 23.287  |
| 15–29 година | 155.675               | 71.885   | 83.790  |
| 30–59 година | 164.367               | 75.871   | 88.496  |
| +60 година   | 54.296                | 21.686   | 32.610  |
| Укупно       | 512.112               | 238.815  | 273.297 |

| Демографски развој Асунсиона |

|          | 1990/1992 | 2000/2001 | 2010  |
| -------- | --------- | --------- | ----- |
| Укупно   | 68,72     | 72,04     | 75,90 |
| Мушкарци | 62,55     | 69,63     | 72,78 |
| Жене     | 70,24     | 74,66     | 79,33 |

## Историја
Асунсион је један од најстаријих градова у Јужној Америци. Основан 15. августа 1537. на дан Успећа Богородице. Називају га и „мајка градова“, јер су одавде некада полазиле колонијалне експедиције које су оснивале друге градове (рецимо: Буенос Ајрес, Санта Фе).
Први устанак против шпанске власти је подигнут 1731. Парагвај је стекао независност 15. маја 1811. Ускоро је диктатор Хосе Гаспар Родригез де Францијас наредио рушење старог и изградњу потпуно новог градског центра у колонијалном стилу.
За време Рата Тројног савеза (1865–1870) Асунсион су окупирали Бразилци. Окупација је трајала до 1876. Трговина, која је некад цветала у Асунсиону и дуж реке Парагвај, ратом је била уништена.
Асунсион је 1884. имао 20.000 становника. У граду се трговало дуваном, кожом, шећером и румом. Крајем 19. века у град стижу европски емигранти, нарочито Шпанци, Италијани и Немци. Почетком 20. века, већина дошљака је стизала са Блиског истока.
Првог августа 2004. експлозија гаса у једном трговачком центру у Асунсиону је усмртила 464 особе, а ранила преко 500.

## Становништво
Становништво се нагло увећало последњих деценија захваљујући економској миграцији људи из других делова Парагваја. За досељенике су нарочито привлачна приградска насеља где су трошкови живота нижи.

## Привреда

### Саобраћај
У предграђу Асунсиона налази се главни парагвајски, Међународни аеродром Асунсион - Силвио Петироси (ASU). Годишње кроз аеродром прође око 800.000 путника.

## Партнерски градови
- Округ Мајами-Дејд
- Росарио
- Ресистенсија
- Сао Пауло
- Куритиба
- Чиба
- Пуебла
- Трухиљо
- Chimbote
- Medina de Pomar
- Алжир
- Тајпеј
- Мадрид
- Карара
- Рагуза
- Санто Доминго
- Ла Плата
- Ла Паз